# Caschys Blog
Caschys Blog ist ein seit 2005 von dem Blogger und Onlineredakteur Carsten Knobloch unterhaltenes Blog. Thematisiert werden aktuelle Geschehnisse rund um World Wide Web, Software, Hardware und Mobile Computing. Derzeit gibt es mit Carsten Knobloch, Felix Frank, André Westphal, Oliver Posselt und Benjamin Mamerow fünf aktive Autoren sowie verschiedenste Gastautoren. Das Blog zählt zu den bekanntesten in Deutschland und es wird von über 50.000 Feed-Abonnenten gelesen, im Juni 2025 gab es etwa 3,6 Millionen Seitenaufrufe von etwa 1,01 Millionen Unique Visitors.
Ursprünglich wurde Caschys Blog als private Website gestartet; aus dieser Zeit stammt auch die Domain stadt-bremerhaven.de, wobei das Weblog keine direkte Verbindung zur Stadt hat.